# کول اسپات
«کول اسپات» (انگلیسی: Cool Spot) یک بازی ویدئویی در سبک سکوبازی است که توسط و در سال ۱۹۹۳ و در پلت‌فرم‌های داس، سوپر نینتندو، و سگا مگا درایو منتشر شده‌است.